# Prefeitura autônoma coreana de Yanbian
Yanbian (chinês: 延边, transliteração sul-coreana: 옌볜, em chinês coreano: 연변) é uma prefeitura autônoma da China, situada ao sudeste da província de Jilin. Faz fronteira ao norte com Mudanjiang, ao sul com Coreia do Norte, ao oeste com cidade de Jilin, e ao leste com a Russia. A sua área é de aproximadamente 42.509 km² e sua população total é de 2.290.000 (2010) habitantes. A prefeitura autônoma foi estabelecida em setembro de 1952. Sua capital é Yanji. Yanbian é designada como prefeitura autônoma coreana por estar localizada numa região da China que é habitada por um grande número de coreanos étnicos que falam a língua coreana.